# امیکرون ارابه‌ران
امیکرون ارابه‌ران یک ستاره است که در صورت فلکی ارابه‌ران قرار دارد.